# Kemi (fyrskepp)
Fyrskeppet Kemi är ett finländskt fyrskepp och numera museifartyg som har tjänstgjort i finländska farvatten från 1901 till 1974.
Fartyget byggdes i stål på Björneborgs Mekaniska Verkstad som Äransgrund efter stationeringsorten utanför Helsingfors. Det hade väderdäck och kunde själv förflytta sig till stationeringsorten med hjälp av en  ångmaskin på 180 hästkrafter.
Hon låg utanför Helsingfors till  1921 och stationerades sedan på olika platser utanför Raumo under tre olika namn: Relandersgrund (1921–1926), Relanderinmatala (1927–1932) och Rauma (1933–1955). Fartygets sista placering var i bottenhavet cirka 33 kilometer utanför staden Kemi, där hon tjänstgjorde till 1974 under namnet Kemi. Hon hade då en besättning på 12 personer och var sedan 1960 Finlands enda fyrskepp i drift.
Fyrskeppet hade två barkasser på 22 fot och en jolle på 15 fot. De större båtarna användes för transport av lotsar och förnödenheter till personalen. Fartyget låg på sin position från vårvintern till sen höst och övervintrade i Helsingfors. 1923 fick det ett rörformat fyrtorn med lanternin och klippljusapparat.
Fartyget har restaurerats vid flera tillfällen, senast 2021-2022, och ligger tillsammans med isbrytaren Tarmo förtöjd vid Maritimcentret Vellamo i Kotka där hon kan besökas om sommaren.